# 사단 (군사)

NATO 군사 기호 표준에 따른 보병 사단 기호

사단(師團, 영어: division)은 군대에서 부대 편성 단위의 하나로, 연대나 여단보다 크고 군단보다 작은 규모의 군사 조직이며 제식편성(규정편성)부대의 최상급부대이다. 군단이상부터는 규정편성을 하지 않는다.

## 개요
사단은 지역에 따라 독립적으로 작전을 수행하는 능력을 보유하는 최소의 전략 단위로 다루어지는 경우가 많으며, 여러 개의 연대나 여단과 부대를 지원하는 다수의 직할 대대로 구성되며, 제식구성부대로는 사단이 마지막 단위이다. 제식구성이란  편성이 구조도에 맞게 상시편성됨을 말한다. 사단위 부대는 군단이나 군단부터는 제식구조를 가지지 않으며 상황에 따라서 부대규모가 변한다. 즉 군단부터는 직할부대를 제외한 산하부대가 예속이 아닌 배속편성이다.
사단의 편성은 각 나라, 시기, 병과에 따라 상이하지만, 21세기 초 현대의 각 나라의 육군 사단은 2~4개 연대 또는 여단을 기초로 하여, 보병, 기병, 기갑, 포병 등의 주 전투 병과와 공병, 병참, 통신, 헌병 병과 등의 후방 지원 부대 등으로 구성된다. 병력 규모는 대체로 5,000~20,000명 정도이다. 사단장은 육군 소장 계급의 장군이 맡는 것이 일반적이다.
근대 프랑스 육군의 여명기인 18세기의 발명된 편제. 군대의 동원, 지휘, 통제의 시스템이 전근대적인 제약을 극복해 나가는 과정에서 군의 규모가 거대화되면서 사단편제가 등장했다. 물론 당시엔 서유럽, 그 중에서도 일부 뿐이었고 다른지역엔 사단 시스템이 등장하지 않았었다.
이 시기 유럽에서는 근대적 지리학 지식의 정립, 문서화된 행정체계의 보급, 동원체제의 걸림돌이 되었던 사회경제적인 제약의 극복과 같은 과정이 나타나면서 군대편제의 규모가 꽤 늘어났다. 이전까지는 최고지휘관이 광학기기의 도움을 빌어 전장의 상황을 통제할 수 있으면서 국가의 동원능력의 한계를 벗어나지 않고 운영할 수 있는 군대의 규모는 5만명 가량의 수준이었지만, 앞서 말한 요인으로 이러한 제약이 풀리면서 수십만의 군대를 효과적으로 운영할 수 있게 된 것이다.
이렇게 동원된 군대를 기존에 자연스럽게 구축된 교통인프라를 통해 적절하고 효과적으로 운영하기 유리하도록 "일정기간이상의 독립적인 작전수행이 가능한 규모"로 나누어 편성한 것이 사단이다. 사단의 사전적인 의미가 "장기간 독자적인 전투수행이 가능하도록 편성된 제병합동부대"인 이유가 여기에 있다. 즉 대규모로 동원된 군대를 교통인프라의 제약에 맞도록 편성하는 과정에서 나온 조직. 한편 이 시기에 바로 여러 사단에 대한 통제를 효과적으로 하기 위한 군단 편제도 나왔다.
육군의 전투병과와 근무병과로 구성된 기본적인 제병연합 부대이며, 자체가 가지고 있는 수단으로 독립해서 전술작전을 수행할 수 있는 최소의 단위 부대이다.

## 구조
보병사단은 시기에 따라, 국가에 따라 다르지만 대체적으로 3~4개 연대와 수 개의 사단 직할 대대로 편성된다. 다음은 1953년 11월 당시 18,180명 규모로 편성된 미국 육군 보병사단의 편성 사례이다.
- 사단사령부
  - 보병연대 (3개 보병대대 3,661명)
  - 보병연대 (상동)
  - 보병연대 (상동)
  - 포병여단 (5개 포병대대 야포 72문)
  - 전차대대
  - 공병대대
  - 의무대대
  - 병기대대
  - 수색중대
  - 통신중대
  - 헌병중대
  - 보충중대
  - 군악대

## 종류

### 보병사단
보병으로 이루어진 사단이다. 차량으로 기동력을 높인 사단을 차량화보병사단, 전차 및 장갑차로 공격력 및 기동력을 높인 사단을 기계화보병사단이라고 한다. 170여 대의 전차, 200대 가량의 장갑차, 그리고 72대의 자주포로 구성되는 한국군의 기계화사단을 만들기 위해서는 약 2조 7,600억원이 필요하다.

### 기갑사단
전차와 기계화 보병으로 이루어진 중장비 사단이다. 기계화보병사단과 비교할 때 기갑사단의 전차대대의 숫자(비율)가 많다.

### 포병사단
포병 전력으로 구성된 사단이다. 구 소련군에서 운용하였다.

### 공수사단
비행기에서 낙하해 기습을 하는 것을 주 목적으로 하는 경무장사단이다.

### 산악사단
산악지역 전투를 주 목적으로 하는 경보병 사단이다.

## 나라별

### 대한민국
대한민국은 정치적인 이념에 의해 1948년에 두 개의 정부가 나뉘어 수립되고 1950년 6월 25일 한국 전쟁이 발발한 이후로 휴전 중인 분단국가이다. 현재는 언제라도 조선민주주의인민공화국과의 전쟁에 대비할 수 있도록 대한민국 육군의 사단은 항상 준비된 상태를 갖춘 상비사단과 전시 전력을 보강하고 지역을 방어하는 지역방위사단(또는 항토 사단), 그리고 전투 전력을 보강하기 위해 지역별로 예비군을 모아 편성되는 동원 예비군 사단(또는 동원 사단)으로 분류가 세분화되어 있다.
국방개혁 2020 계획이 발효되고 진행함에 따라 다수의 사단이 해체되어, 현재 육군은 37개, 해병대는 2개 사단으로 이루어져 있다.

### 독일

#### 연방방위군
독일 연방군은 1990년 국가인민군과 병합하고 냉전이 끝난 뒤, 1994년부터 규모를 줄여가기 전에는 1개 산악, 1개 공수, 7개 기갑척탄병(기계화보병), 6개 기갑사단(전차)을 보유했었다. 2021년 현재 3개 사단이 현존하고 있다.
- 제1기갑사단 - 올덴부르크
- 제10기갑사단 - 파이츠회히하임
- 신속대응사단 - 스타드탈렌도르프

### 러시아

#### 연방군
- 육군
  - 제2근위차량소총사단 - 모스크바
  - 제4근위전차사단 - 나로포민스크
- 공수군
  -  제7근위공수사단 - 노보로시스크
  -  제76공중강습사단 - 프스코프
  -  제98근위공수사단 - 이바노보
  -  제106근위공수사단 - 툴라
- 내무군
  -  독립작전임무사단(ОДОН) - 모스크바

### 미국
미국 육군은 약 병력 17,000 ~ 21,000명으로 구성되며 이들을 소장이 지휘한다. 여단 전투단 체계가 적용된 뒤에는 사단은 4개 여단 전투단과 전투 항공 여단을 예속받으며, 지원, 야전 포병/화력, 기동, 공병 등의 여단이 일시적으로 배속되어 사단을 지원한다.
미국 해병대는 3개 보병과 1개 포병 연대, 전차, 경량 기갑 수색, 상륙 돌격 차량, 수색, 전투 공병, 그리고 본부 대대가 사단을 구성한다. 현재 3개 정규, 1개 예비 사단을 갖추고 있다.
- 정규군
  -  제1기갑사단 - 텍사스주 포트 블리스
  -  제1기병사단 - 텍사스주 포트 후드
  -  제1보병사단 - 캔사스 주 포트 라일리, 켄터키주 포트 녹스
  -  제2보병사단 - 대한민국 경기도 의정부 시 캠프 레드 클라우드
  -  제3보병사단 - 조지아주 포트 스튜어트, 포트 베닝
  -  제4보병사단 - 콜로라도주 포트 카슨
  -  제10산악사단 - 뉴욕주 포트 드럼, 루이지애나주 포트 폴크
  -  제25보병사단 - 하와이 스코필드 막사, 알래스카 주, 포트 웨인라이트
  -  제82공수사단 - 노스캐를라이나 주 포트 브래그
  -  제101공수사단 - 켄터키주 포트 캠벨
- 방위군
  -  제28보병사단 - 펜실베니아 주 포트 인디아타운 갭
  -  제29보병사단 - 버지니아주 포트 벨보어
  -  제34보병사단 - 미네소타주 로즈마운트
  -  제35보병사단 - 캔시스 주 포트 레벤워스
  -  제36보병사단 - 텍사스주 캠프 마브리
  -  제38보병사단 - 인디애나주 인디애나폴리스
  -  제40보병사단 - 캘리포니아주 로스 알라미토스 육군 비행장
  -  제42보병사단 - 뉴욕주 글렌모어 병기창
- 미국 해병대
  -  제1해병사단 - 캘리포니아주 캠프 팬들턴
  -  제2해병사단 - 노스캐롤라이나주 캠프 레진
  -  제3해병사단 - 일본 오키나와 캠프 시매들리 D. 버틀러
  -  제4해병사단 - 루이지애나주 뉴 오리건

### 영국
영국 육군은 소장이 지휘한다. 영국 경제가 침체하면서 국방력에 투자할 수 있는 예산이 적어지자, 2011년~2012년 사이에 제2, 4, 5, 6사단을 해산하고 제1, 3사단이 남아있다.
- 제1사단 - 독일
- 제3사단 - 윌트셔 주 타이드워스

### 일본

#### 자위대
육상자위대는 냉전 시대의 막이 내리면서, 1996년 11월 28일을 기점으로 5, 11, 12, 13 사단을 여단으로 감편하였다.
- 제1사단 - 도쿄 부, 네리마 구, 네리마 주둔지
- 제2사단 - 홋카이도, 아사히카와, 아사히카와 주둔지
- 제3사단 - 효고 현, 이타미 시, 센조 주둔지
- 제4사단 - 후쿠오카 현, 가스가 시, 후쿠오카 주둔지
- 제6사단 - 야마가타 현, 히가시네, 진마치 주둔지
- 제7사단 - 홋카이도, 지토세 시, 히가시치토세 주둔지
- 제8사단 - 구마모토 현, 구마모토 시, 기타구마모토 주둔지
- 제9사단 - 아오모리 현, 아오모리 시, 아오모리 주둔지
- 제10사단 - 아이치 현, 나고야 시, 모리야마 주둔지

### 콜롬비아
콜롬비아 육군은 2개 이상의 여단으로 구성된 8개 사단을 편성하고 있다.
- 제1사단
- 제2사단
- 제3사단
- 제4사단
- 제5사단
- 제6사단
- 제7사단
- 제8사단

## 같이 보기
- 군사 조직